# (604) Tecmesse
Pour les articles homonymes, voir Tecmesse.
(604) Tecmesse est un astéroïde de la ceinture principale découvert par Joel Hastings Metcalf le 16 février 1906.
Il a été ainsi baptisé en référence à la princesse Tecmesse, héroïne de la guerre de Troie.